# English Rain
Az English Rain Gabrielle Aplin angol énekes-dalszerző első stúdióalbuma, amit 2013. május 13-án adott ki a Parlophone. A brit albumlista második helyére került, több mint 35 ezer példányt adtak el belőle. Az Egyesült Királyságban aranylemez lett.

## Háttere
2012. február 29-én Aplin a Parlophone-nal szerződött, az év végén pedig a John Lewis & Partners reklámjában feldolgozta a Frankie Goes to Hollywood dalát. 2012. december 12-én bemutatták az albumborítót, a megjelenés dátumaként pedig 2013. április 29-ét jelölték meg, de ez május 13-ára csúszott. Március 12-én Aplin a készülő lemezről több dalt is bemutatott.

## Számlista
|     | Cím                          | Szerző(k)                                                | Producer(ek)           | Hossz |
| --- | ---------------------------- | -------------------------------------------------------- | ---------------------- | ----- |
| 1.  | Panic Cord                   | Gabrielle Aplin Nicholas Atkinson Jez Ashurst Aiman Faiz | Mike Spencer           | 3:25  |
| 2.  | Keep on Walking              | Aplin Atkinson                                           | Spencer                | 2:52  |
| 3.  | Please Don’t Say You Love Me | Aplin Atkinson                                           | Spencer                | 3:00  |
| 4.  | How Do You Feel Today?       | Aplin Atkinson Thomas Wilding                            | Spencer Thomas Wilding | 3:46  |
| 5.  | Home                         | Aplin Atkinson                                           | Spencer                | 4:07  |
| 6.  | Salvation                    | Aplin Joel Pott                                          | Spencer                | 4:10  |
| 7.  | Ready to Question            | Aplin Atkinson Wilding                                   | Spencer                | 3:18  |
| 8.  | The Power of Love            | Peter Gill Holly Johnson Mark O’Toole                    | Spencer David Kosten   | 4:06  |
| 9.  | Alive                        | Aplin Spencer                                            | Spencer                | 4:11  |
| 10. | Human                        | Aplin Atkinson Wilding                                   | Spencer                | 3:26  |
| 11. | November                     | Aplin Atkinson                                           | Spencer Luke Potashnik | 4:06  |
| 12. | Start of Time                | Aplin Jim Irvin Julian Emery                             | Spencer Emery          | 4:01  |

| 13. | Take Me Away | Aplin | Spencer | 2:53 |

| 13. | Take Me Away                              | Aplin                  | 2:53 |
| 14. | Evaporate                                 | Aplin Adam Argyle      | 3:32 |
| 15. | Wake Up with Me                           | Aplin Iain Archer      | 3:26 |
| 16. | Alive (RAK stúdió)                        | Aplin Spencer          | 4:08 |
| 17. | Please Don’t Say You Love Me (RAK stúdió) | Aplin Atkinson         | 3:00 |
| 18. | Home (RAK stúdió)                         | Aplin Atkinson         | 4:09 |
| 19. | How Do You Feel Today (RAK stúdió)        | Aplin Atkinson Wilding | 3:57 |

| 12. | Through the Ages                   |                        | 5:01 |
| 13. | Start of Time                      | Aplin Irvin Emery      | 3:59 |
| 14. | Take Me Away                       | Aplin                  | 2:52 |
| 15. | Stranger Side (élő)                |                        | 2:54 |
| 16. | How Do You Feel Today? (élő)       | Aplin Atkinson Wilding | 3:47 |
| 17. | Go Your Own Way (élő)              |                        | 3:39 |
| 18. | Please Don’t Say You Love Me (élő) |                        | 3:19 |

## Kislemezek
Aplin Frankie Goes to Hollywood-feldolgozása 2012. november 9-én jelent meg kislemez formájában; a dal a brit kislemezlistán először a 36., míg december 9-én az első helyen állt. 2013. január 11-én az Egyesült Királyságban aranylemez lett. A február 10-én megjelent Please Don’t Say You Love Me a február 16-ai héten a brit kislemezlista hatodik helyén állt.
Aplin a február 17-ei Radio 1 Chart Show-ban bejelentette harmadik, Panic Cord című kislemezét, ami május 5-én jelent meg, és a brit kislemezlista 19. helyére került. A Home felvételei 2013. május 20-án kezdődtek, a videóklipet június 9-én mutatták be; július 14-én jelent meg, és a brit lista 48. helyén állt. A dal szerepelt a Wentworth televíziós sorozat kilencedik epizódjában.
A Salvation videóklipje 2013. december 3-án, a dal 2014. január 12-én jelent meg.

## Turnék
Aplin 2013 elején kisebb, 2013 őszén pedig nagyobb létesítményekben (például Shepherd’s Bush Empire) is fellépett.

## Fogadtatása
A kritikusok elismerően nyilatkoztak Aplin hangjáról, de az albumot nem különösebben kalandkeresőnek nevezték. Szerintük a Salvationnel kilépett komfortzónájából, a Please Don’t Say You Love Met pedig a Mumford & Sonshoz hasonlították.
A lemez a brit albumlista második helyére került, 35 ezer példányt adtak el belőle. Az ír listán a 11., a belgán az 55. helyre került. 2013. július 23-án Aplin bejelentette, hogy az album százezer eladott példányával aranylemez lett.

## Helyezések

### Heti
| Lemezeladási lista (2013–14)               | Legjobb helyezés |
| ------------------------------------------ | ---------------- |
| Ausztrália (ARIA Top 50 Albums)            | 10               |
| Belgium (Ultratop Flandria)                | 55               |
| Belgium (Ultratop Vallónia)                | 107              |
| Írország (IRMA)                            | 11               |
| Új-Zéland (RMNZ)                           | 39               |
| Spanyolország (PROMUSICAE Top 100 Álbumes) | 33               |
| Svájc (Schweizer Hitparade Top 100 Albums) | 95               |
| Egyesült Királyság (UK Albums Chart)       | 2                |

### Éves
| Lemezeladási lista       | Év   | Helyezés |
| ------------------------ | ---- | -------- |
| UK Albums (OCC)          | 2013 | 66       |
| Australian Albums (ARIA) | 2014 | 61       |

## Minősítések
| Régió                                                | Minősítés | Eladások száma |
| ---------------------------------------------------- | --------- | -------------- |
| Ausztrália (ARIA)                                    | Arany     | 35 000         |
| Egyesült Királyság (BPI)                             | Arany     | 100 000        |
| * Az eladási számokat a minősítés alapján számolták. |           |                |

## Kiadás
| Régió              | Kiadó      | Formátum          | Dátum           |
| ------------------ | ---------- | ----------------- | --------------- |
| Egyesült Királyság | Parlophone | CD, LP, digitális | 2013. május 13. |
| Ausztrália         | Parlophone | CD, LP, digitális | 2013. május 17. |

## Fordítás
- Ez a szócikk részben vagy egészben  az   English Rain című angol Wikipédia-szócikk ezen változatának fordításán alapul.  Az eredeti cikk szerkesztőit annak laptörténete sorolja fel. Ez a jelzés csupán a megfogalmazás eredetét és a szerzői jogokat jelzi, nem szolgál a cikkben szereplő információk forrásmegjelöléseként.